# Лотила (мочвара)
Лотила (енгл. Lotilla Swamp) је мочварни предео у источном Јужном Судану у вилајету Џонглеј. Захвата приближну површину од око 2.200 км² и сезонског је карактера. Мочвара Лотила формира се у долини реке Лотила, која извире у побрђу Дидинга, а улива се у ток Канген. Састоји се од два басена, северног дужине 95 км и ширине 7 км и јужног већег, широког 27 км и дугачког 140 километара. У долини расту високе траве и папирус. Најближи град је Пибор Пост.
Простире се на површини оивиченој коориднатама: 5°02'—6°43'СГШ и 32°34'—33°15'ИГД